# Krška škofija
Za istoimensko hrvaško škofijo glej Škofija Krk.
Krška škofija (latinsko Dioecesis Gurcensis, nemško Diözese Gurk, v nemščini neuradno tudi Diözese Gurk–Klagenfurt), v slovenščini neuradno tudi v določenih kontekstih Koroška škofija, je rimskokatoliška sufraganska škofija, ki spada pod Metropolijo Salzburg. Škofijski sedež je v Celovcu. Škofija zajema celotno zvezno deželo Koroško. Ker živi na južnem delu dežele slovenska narodnostna skupnost Koroških Slovencev, so osrednje strukture oziroma ustanove dvojezične. Tako imajo na primer poleg nemškega cerkvenega lista Kärntner Kirchenzeitung tudi slovenski list Nedelja.
V okoli 70 župnijah Južne Koroške sta liturgična jezika slovenščina in nemščina (še leta 1918 je bila slovenščina v rabi v 120 župnijah).

## Zgodovina
Škofija je bila ustanovljena leta 1072 kot prva škofija v lasti Salzburške nadškofije, sto let po razglasitvi Vojvodine Koroške leta 976, saj je iz Salzburga izhajala prva še irsko-škotska misija svetega Virgila in svetega Modesta v Karantaniji. Njen sedež je bila Krka na severnem Koroškem. Njena materialna podlaga je bil  redovniški samostan, ki ga je ustanovila sveta Ema Krška, po rodu Slovenka. Benediktinski samostan, so iz političnih razlogov nekaj let po njeni smrti razpustili in ga podredili Salzburgu.  Sveta Ema je navajana kot ustanoviteljica škofije, čeprav je bilo to izvedeno po njeni smrti in z ukinitvijo in prevzemom njene zapuščine.  Prvi škof je bil Günther von Krappfeld (Günther z Grobniškega polja). Krški škof naj bi bil tedaj odvisen od Salzburškega metropolita in je tako imel funkcijo vikarja. Šele leta 1131 ji je bila dodeljena majhna škofija, ki je obsegala dve dolini. Z velikopotezno domnevno ponaredbo listin so se takrat skušali osvoboditi nadzora Salzburga, kar pa jim zarad politične nemške prevlade ni uspelo. Dolgotrajni proces se je vršil na Baselskem koncilu (1431–1449). Škofija je bila od njene ustanovitve eden glavnih stebrov dokončnega pokristjanjevanja Slovencev in posledično podpornik srednjeveške nemške kolonizacije ter prevlade Salzburga nad Koroško.
Sedež krških škofov je bil dolga stoletja grad Straßburg na Severnem Koroškem (do leta 1793), potem za kratek čas baročni dvorec Pöckstein. Z  jožefinskimi reformami konec 18. stoletja je bila škofija 1787 povečana in sedež prenesen v Celovec. Pridobila je 96 župnij od Salzburga, 56 od Gorice, 5 od Ljubljane ter 1 župnijo od nekdanje Lavantinske škofije. Ko je Anton Martin Slomšek leta 1859 premestil sedež svoje škofije v Maribor, je Krška škofija pridobila še Labotsko dolino. Odtlej se meje škofije ujemajo z mejami dežele Koroške, ki so s časovnim zamikom sledile spremembam državnih meja, kar pomeni, da je krška škofija v 20. stoletju izgubila ozemlje v Mežiški dolini v korist Lavantinske (mariborske) škofije in Jezersko v korist Ljubljanske škofije na ozemlju Jugoslavije oz. Slovenije  ter Kanalsko dolino oz. Trbiž v korist Videmske nadškofije v Italiji. 
Do jožefinske reforme Slovenci v škofiji niso imeli podpore za narodno indentiteto. Po razširitvi, na ozemlje, ki je ostalo v južnem delu Koroške pretežno slovensko je Celovec je postal pomembno versko-kulturno središče za Slovence. V bogoslovju so negovali slovenski jezik, mnogi slov. duhovniki so literarno delovali in pomagali ohranjati slovensko naravo južne Koroške. V Celovcu je imela v letih 1851 do 1918 sedež Mohorjeva družba. 
Leta 1824 je bil na sedež krškega škofa imenovan prvi Slovenec, Jakob Peregrin Pavlič/Paulitsch/Paulič (1757 - 1827), rojen na Žihpoljah. 3. decembra 2019 je bil imenovan za škofa Jože Marketz, ki je drugi krški škof slovenskega rodu. Približno četrtina duhovnikov v škofiji je Slovencev.
Oktobra 1972 je škofijska sinoda sprejela zakon o sožitju Nemcev in Slovencev v koroški cerkvi, na podlagi česar se je položaj slovenskih vernikov nekoliko izboljšal. Slovenci imajo poseben oddelek dušnopastirskega urada, ki je pristojen za dvojezično področje škofije (70 župnij v 8 dekanijah od skupaj 25); slovenski katoliški delovni odbor združuje vrsto stanovskih organizacij katoliške prosvete (duhovniško združenje Sodalitas), v Tinjah deluje od 1961 Dom duhovnih vaj oz. Katoliški dom prosvete Sodalitas.  

## Svetniki škofije
Deželni patron Koroške je sveti Jožef (19. marec), zaščitnik je sveti Janez Krstnik (24. junij), sveta Ema Krška (27. junij) je deželna zavetnica. Posebno mesto med priljubljenimi svetnicami ima sveta Liharda Kamenska iz Kamna v Podjuni.